# Ans Kirke
Ans Kirke er en kirke i byen Ans ved Tange Sø. Den blev indviet i november 1958.
Kirken er bl.a. usædvanlig ved at have indgangsparti og tårn mod øst og alter mod vest.

## Historie
I 1935 opførte man et missionshus på stedet hvor kirken i dag er placeret. Byggeriet var tiltænkt som en del af planen for en senere opførsel af en kirke. Det tidligere missions fra 1935 er i dag kirkens skib.
Byggeriet af selve kirken begyndte i 1954, hvor man opførte klokketårnet. Toppen er en kobberbeklædt løgformet kuppel med en vejrhane. I 1957 blev apsis og koret færdiggjort. Kirken blev indviet 1. søndag i advent i 1958.
Før kommunalreformen i 1970 hørte kirken under Lysgård Herred.